# کاستلی (هراکلیون)
کاستلی (به لاتین: Kastelli) یک شهرک در یونان است که در Heraklion Prefecture واقع شده‌است.